# Guidiguis
Guidiguis (ou Gidigis, Gidigig) est une commune du Cameroun située dans la région de l'Extrême-Nord et le département du Mayo-Kani, à proximité de la frontière avec le Tchad.

## Population
Lors du recensement de 2005, on y a dénombré 43 632 habitants, dont 15 741 pour Guidiguis Ville.

## Structure administrative de la commune
Outre la ville de Guidiguis et ses quartiers, la commune comprend deux cantons regroupant plusieurs villages :
- Doubané: Baribélé et Mandaigoum
- Guidiguis rural: Guégo, Guérémé, Kourbi, Ngarmassé et Torok

## Infrastructures
Guidiguis dispose de plusieurs établissements scolaires secondaires: le Lyée Technique de Guidiguis, le Lycée Classique et moderne de Guidiguis, le Lycée Bilingue de Mandaigoum, Lycée Bilingue de Guidiguis, le CETIC de Doubané, le CES de Guermé et le CES de Ngarmassé  qui accueille tous les fils et filles de toutes les localités de la zone. 

## Personnalité liées
- Modeste Mopa Fatoing (1975-), né à Guidiguis.